# Frédéric Ploquin
Frédéric Ploquin est un journaliste d'investigation français né le 24 septembre 1959.

## Biographie
Frédéric Ploquin est spécialisé dans les milieux de la police, du banditisme et du renseignement. Il a été grand reporter à l'hebdomadaire Marianne, après avoir travaillé à L'Événement du jeudi. En 2016, il reconnait être proche de ses sources policières : « Le problème étant qu’effectivement sur le long terme… Nous ça fait tous 20, 30 ans qu’on fait ce métier, c’est que… il y a des gens qu’on connaît très bien. Et donc on aurait la tentation de devenir amis. Donc voilà, après, c’est à chacun de gérer ses amitiés, . »

## Ouvrages
- Les Flics, en collaboration avec Alain Léauthier, Flammarion, 1990.
- Le Commissaire et le Corbeau, en collaboration avec Éric Merlen, Seuil, 1998.
- Ils ont tué Ben Barka, Fayard, 1999.
- Contribuables, vous êtes cernés, en collaboration avec Éric Merlen, Seuil, 2000.
- Une affaire sous François Mitterrand - La Française Des Jeux, Fayard 2001.
- Trafic de drogue...Trafic d'États, en collaboration avec Éric Merlen, Fayard 2002.
- Carnets intimes de la DST : 30 ans au cœur du contre-espionnage français, en collaboration avec Éric Merlen, Fayard 2003.
- La colonie du docteur Schaefer : Une secte au pays de Pinochet, en collaboration avec Maria Poblete, Fayard, 2004.
- Parrains et caïds, tome 1 : La France du grand banditisme dans l'œil de la PJ, Fayard, 2005.
- Parrains et caïds, tome 2 : Ils se sont fait la belle, Fayard, 2007.
- Mafia and co, tome 1 : Ils se sont évadés, collectif, 12 bis, 2008.
- Ma sécu : Des acquis de la Libération au sarko-libéralisme, en collaboration avec Éric Merlen, Fayard, 2008.
- Parrains et caïds, tome 3 : Le sang des caïds, règlements de compte dans l'œil de la PJ, Fayard, 2009.
- Yves Bertrand, ce que je n'ai pas dit dans mes carnets. Entretiens avec Frédéric Ploquin, Fayard, 2009.
- La prison des caïds, Plon, 2011
- La Droite, Pierre Boisserie (coscénariste), Pascal Gros (dessins), 12 bis, 2010
- Agent du Mossad, Pierre Boisserie (coscénariste), Siro (dessins), 12 bis, 2011
- Vol au-dessus d'un nid de ripoux, Fayard, 2013.
- Parrains et caïds, tome 4 : Génération Kalashnikov, les nouveaux gangsters, Fayard, 2014.
- Les gangsters et la République, Fayard, 2016.
- L'Abominable Docteur Schaefer. Une secte nazie et pédophile dans les Andes (avec Maria Poblete), Ring, 2016.
- Femmes hors-la-loi: Le banditisme au féminin (avec Maria Poblete), Fayard, Coll. Documents, 2017.
- Les Nouveaux Caïds - Ils sont les héritiers du milieu, Ring, 2017
- Mort d'une balance - L'histoire vraie d'une vengeance, Ring, coll. Ring Noir, 2017.
- avec Michel Mary, Les derniers seigneurs de Paris. Quand la P.J. traque le clan Hornec, Fayard, 2018, 460 p.
- La Peur a changé de camp: Les confessions incroyables des flics, Albin Michel, Coll. Sociétés, 2018.
- C'était la PJ. Le temps béni des flics, Fayard, 2019 (lire en ligne)
- True crime, Ring, 2020
- Les narcos français brisent l'omerta, Albin Michel, 2021.
- Les réseaux secrets de la police: Loges, influence et corruption, Nouveau Monde Éditions, 2023.

### Vidéographie
Films documentaires et reportages
- Infrarouge Police à bout de souffle réalisé par Julien Johan (2019)[6].

### Bande dessinée
- | Le Temps des cités 1 Les Mirabelles , 12 bis , 2008 Scénario : Frédéric Ploquin et Pierre Boisserie - Dessin et couleurs : Luc Brahy 2 Marbella , 12 bis , 2009 Scénario : Frédéric Ploquin et Pierre Boisserie - Dessin et couleurs : Luc Brahy 3 Mohand , 12 bis , 2010 Scénario : Frédéric Ploquin et Pierre Boisserie - Dessin et couleurs : Luc Brahy |